# Rezidence A. P. Jermolova
Rezidence A. P. Jermolova je budova v Centrálním administrativním okruhu v rajónu Chamovniki v Moskvě. Budova je památkově chráněna jako objekt kulturního dědictví federálního významu.

## Historie
Budova byla postavena na konci 18. století podle projektu Matveyho Fedoroviče Kazakova. Zámek byl určen pro lékaře Christiana Lodera. Měl speciální způsob léčení. Procházel své pacienty na otevřeném prostranství, nechal je poslouchat hudbu a dával jim pít minerální vodu. Z tohoto důvodu byli lidé kolem něj a jeho pacienti nazýváni „lenochodi“.
V roce 1812 byl dům těžce poškozen požárem. Na jejím místě byla postavena dvoupatrová budova. Po vlastenecké válce v roce 1812 byla majitelkou hraběnka Orlova. V roce 1851 se majitelem stal generál A. P. Ermolov, hrdina vlastenecké války z roku 1812. Zde Ermolov žil 10 let až do své smrti roku 1861. Po něm se stal majitelem V. D. Konshin, šlechtic. Pod jeho vedením se změnil interiér budovy: dům získal moderní rokokové a barokní prvky, fasádu zdobil bohatý dekor s obrazy orlů, gryfů, lvích hlav, dubových a vavřínových větví. Po něm se vlastníkem budovy stala rodina průmyslníků Ushkov. Zámek byl kompletně přepracován a stal se jedním z nejluxusnějších ve městě, ale ztratil své klasické rysy. Uvnitř zámku byla zkušebna se zrcadly na stěnách. Byly určeny pro balerínu Alexandru Mikhailovnu Balashovu.
Po roce 1917 zde byla umístěna tanečnice Isadora Duncan, která v domě zřídila choreografické studio. Brzy po svatbě se zde usadil také Sergej Yesenin, který v rezidenci žil až do roku 1924.
Ve 21. století je v budově hlavní oddělení pro správu diplomatického sboru Ministerstva zahraničních věcí Ruska.

## Architektura
Architektem budovy byl Matvey Fedorovich Kazakov. Po roce 1861 byl dům přestavěn. Budova je nyní navržena v rokokovém a barokním stylu. Stěny zdobí různá stvoření: griffini, orly, lvi, také větve dubu a vavřínu. Ushkovové dům přestavěli, jejich vlivem klasicistní styl úplně zmizel.